# Perdita arenaria
Perdita arenaria là một loài Hymenoptera trong họ Andrenidae. Loài này được Timberlake mô tả khoa học năm 1954.